# Фулда (гуми)
„Фулда“ (на английски: Fulda) е производител на гуми от Германия.

## История
„Фулда“ е основана през 1900 г. от Gustav Becker и Moritz Hasenclever. В началото произвежда гуми за детски колички и каруци. През 1906 година стартира производство и на гуми за велосипеди, мотопеди и автомобили. Скоро след това превръща производството им в своя основна дейност. 1966 година е ключова за „Фулда“ – тогава става част от групата на Гудиър. Средното годишно производство на гуми в наши дни на компанията достига до 8 000 000 броя. С пазарен дял около 10%, днес Фулда е една от водещите марки в Германия, които предлагат топ качество, надеждни продукти за леки, лекотоварни и товарни автомобили и селскостопанска техника.

## Околна среда
Продуктите на „Фулда“ са произвеждани съгласно ISO 14001 стандарт за опазване на околната среда и система за управление при производство. Одитори от втора и от трета страна рутинно одитират всяко средство на системата с оглед опазване на околната среда.